# Triángulo lumbocostal
El Triángulo Lumbocostal  o hiato de Bochdalek es un espacio entre las regiones costal y lumbar del diafragma. La base de este espacio triangular está formada por las inserciones musculares en la duodécima costilla y en el ligamento arqueado lateral. El vértice del triángulo está orientado hacia el centro tendinoso del diafragma. La pleura parietal y la cápsula renal están en contacto con este espacio, por lo que es posible la transmisión de una infección a través del mismo.

## Importancia clínica
La existencia de este foramen podría causar una Hernia diafragmática congénitao Hernia de Bochdalek.
Esta condición también ha sido asociada con el riñón torácico, es decir, la presencia del riñón en el tórax en vez de en la posición abdominal habitual.